# Stones Throw Records
Stones Throw Records — независимый лейбл звукозаписи из Калифорнии, специализирующийся на разных направлениях музыки, таких как хип-хоп, джаз, фанк, соул, электроника, психоделический рок.
Основан в 1996 году Peanut Butter Wolf. Первым релизом лейбла является My World Premier от Charizma и Peanut Butter Wolf.
Дочерние лейблы Stones Throw — Now-Again Records и Soul Cal Records специализируются на переизданиях редких пластинок 60-70-х годов, которые в детстве коллекционировал Peanut Butter Wolf.
Stones Throw — дом Madlib'a и его проектов: Madvillain, Jaylib, Yesterdays New Quintet, Quasimoto, Sound Directions и Lootpack.
Среди других известных музыкантов — James Pants, Gary Wilson, The Turntablist (aka DJ Babu), Rob Swift, Rasco, Breakestra, Oh No, Dudley Perkins, J Dilla (aka Jay Dee) и Koushik. Последний альбом J Dilla, вышедший при его жизни, Donuts, был выпущен Stones Throw в феврале 2006.
В 2006 году лейбл объявил о новых релизах таких исполнителей, как: Алоэ Блэк, J Rocc, Roc C, Cue, и Georgia Anne Muldrow, и предстоящем сборнике свежего материала, включая Madvillain для сети Adult Swim. Jeff Jank — дизайнер большинства обложек альбомов лейбла Stones Throw Records.
Также с 2006 года Stones Throw стал периодично выпускать подкасты. Они доступны для бесплатного скачивания при покупке любой продукции с интернет-магазина Stones Throw, а самые свежие выпуски абсолютно бесплатно доступны для прослушивания и скачивания на iTunes.

## История

### 1990-е
Крис Манак,более известный под псевдонимом Peanut Butter Wolf, основал Stones Throw в 1996 году как способ выпуска музыки, которую он записал ранее с в рэпером Чарльзом Эдвардом Хиксом-младшим, более известным как Charizma. Хикс и Манак встретились в 1989 году в возрасте 16 и 19 лет, начав сотрудничество как Charizma и Peanut Butter Wolf.  Дуэт выпустил одну промо-кассету Red Light Green Light через Hollywood Basic - дочернюю компанию Hollywood Records .Однако вскоре деэт покидает лейбл из-за творческих разногласий. Сотрудничество дуэта же прекратилось в 1993 году, когда Хикс был смертельно ранен во время угона автомобиля в возрасте 20 лет.Первым релиз дуэта вышел спустя три года после смерти Charizma на лейбле Stones Throw,основанным Манаком. Пластинка носила название My World Premiere

### 2004-2014
Лейбл получил известность за счёт выпуска хип-хоп пластинок,среди которых был небезызвестный альбом Madvillainy, записанный продюсером  Отисом Джексоном-младшим,более известным под псевдонимом Madlib, и репером Даниэлем Думилье, более известным под псевдонимом MF Doom, в рамках дуэта Madvillain.Ярче всего выделяются записи Отиса Джексона,среди которых Champion Sound,записанный в составе Jaylib вместе с J Dilla. Quasimoto, Yesterdays New Quintet
В 2013 году Stones Throw выпустили 7 Days of Funk , одноименный дебютный студийный альбом калифорнийского фанк-дуэта 7 Days of Funk , состоящего из рэпера Snoop Dogg - выступающего под своим фанк-персонажем Snoopzilla, а так же фанк-музыканта Dâm-Funk .

## Видеография
- Stones Throw 101 (2004)
- Stones Throw 102 — In Living The True Gods (2008)